# Pingu
Pingu ist eine Schweizer-Britische Knetanimation-Trickfilmserie von Otmar Gutmann und Erika Brueggemann. Im Mittelpunkt stehen die Hauptakteure der Serie: der junge freche Pinguin Pingu und sein Freund, der Seehund Robby. In vielen Episoden spielt auch der Rest von Pingus Familie eine wichtige Rolle. Pingus Vater ist Postbote und Spielzeugmacher. Oft spielt auch die kleine Schwester Pinga mit.

## Geschichte
Insgesamt wurden ab 1986 104 Folgen produziert, Regie führte Otmar Gutmann. Autor der ersten 104 TV-Folgen ist Silvio Mazzola. Jede Folge dauert etwa fünf Minuten. Herausragende Folgen wurden auf mehreren DVDs herausgebracht.
Pingu wurde international vor allem wegen seiner Sprache bekannt, die in Grammelot gesprochen wurden. Sprecher war Carlo Bonomi. 1994 wurde Pingu neben anderen internationalen Awards mit dem Prix Walo ausgezeichnet.
2004 kaufte die Produktionsfirma Hit Entertainment die Übertragungsrechte an der Serie für Großbritannien inklusive der 104 Originalfolgen. Zudem wurden 52 weitere Folgen produziert. Diese Folgen wurden mit den neuen Sprechern Marcello Magni und David Sant gedreht, da Bonomi als zu alt galt. Zudem wurde 2004 eine neue Pingu-DVD herausgebracht.
Im September 2017 wurde bekannt, dass der bekannte Pinguin in einer Anime-Version ab Oktober 2017 im japanischen Fernsehen Abenteuer erleben darf. Pingu in the City wird 52 Folgen umfassen, die jeweils circa sieben Minuten lang sind.
Ausgehend von der Trickfilmreihe wird seit Anfang der 1990er Jahre eine mittlerweile in der Schweiz bekannte Pingu-Hörspielserie auf Schweizerdeutsch produziert. Daneben gab es auch Bilderbücher und zahlreiche Pingu-Merchandisingprodukte.
Die ersten 104 Folgen wurden in über 130 Ländern gezeigt. In Deutschland wurde die Serie erstmals ab dem 10. November 1990 durch ZDF ausgestrahlt. Später folgten Wiederholungen auf den Kanälen ORF 1, SRF 1, SRF zwei und KiKA.